# Didier Bionaz
Didier Bionaz (ur. 22 lutego 2000 w Aoście) – włoski biathlonista, wicemistrz świata.

## Kariera
Pierwszy sukces w karierze osiągnął w 2019 roku, kiedy podczas mistrzostw świata juniorów w Osrblie zdobył brązowy medal w sztafecie. W tej konkurencji był też między innymi czwarty na mistrzostwach świata juniorów w Otepää rok wcześniej. W Pucharze Świata zadebiutował 6 marca 2020 roku w Novym Měscie, gdzie zajął 72. miejsce w sprincie. Pierwsze punkty zdobył 17 grudnia 2020 roku w Hochfilzen, zajmując 40. miejsce w tej samej konkurencji.
W 2021 roku wystąpił na mistrzostwach świata w Pokljuce, gdzie zajął 60. miejsce w biegu indywidualnym, 21. w sprincie, 58. w biegu pościgowym oraz szóste w sztafecie i sztafecie mieszanej.

## Osiągnięcia

### Zimowe igrzyska Olimpijskie
| Rok  | Miejscowość | Konkurencje | Konkurencje | Konkurencje | Konkurencje | Konkurencje | Konkurencje | Konkurencje |
| Rok  | Miejscowość | IN          | SP          | PU          | MS          | RL          | MR          | SR          |
| ---- | ----------- | ----------- | ----------- | ----------- | ----------- | ----------- | ----------- | ----------- |
| 2022 | Pekin       | 48.         | –           | –           | –           | –           | –           | nd.         |

### Mistrzostwa świata
| Rok  | Miejscowość | Konkurencje | Konkurencje | Konkurencje | Konkurencje | Konkurencje | Konkurencje | Konkurencje |
| Rok  | Miejscowość | IN          | SP          | PU          | MS          | RL          | MR          | SR          |
| ---- | ----------- | ----------- | ----------- | ----------- | ----------- | ----------- | ----------- | ----------- |
| 2021 | Pokljuka    | 60.         | 21.         | 58.         | –           | 6.          | 6.          | –           |
| 2023 | Oberhof     | 26.         | 66.         | –           | –           | 7.          | 2.          | –           |
| 2024 | Nové Město  | 49.         | 28.         | 32.         | –           | 6.          | 10.         | –           |
| 2025 | Lenzerheide | 49.         | 43.         | 49.         | –           | –           | –           | –           |

### Mistrzostwa świata juniorów
| Rok  | Miejscowość | Konkurencje | Konkurencje | Konkurencje | Konkurencje | Konkurencje | Konkurencje | Konkurencje |
| Rok  | Miejscowość | IN          | SP          | PU          | MS          | RL          | MR          | SR          |
| ---- | ----------- | ----------- | ----------- | ----------- | ----------- | ----------- | ----------- | ----------- |
| 2018 | Otepää      | 23.         | 18.         | 23.         | nd.         | 4.          | nd.         | nd.         |
| 2019 | Osrblie     | 16.         | 14.         | 15.         | nd.         | 3.          | nd.         | nd.         |
| 2020 | Lenzerheide | 8.          | 17.         | 13.         | nd.         | DSQ         | nd.         | nd.         |

### Puchar Świata

#### Miejsca w klasyfikacji generalnej
| Sezon     | Miejsce |
| --------- | ------- |
| 2019/2020 | -       |
| 2020/2021 | 51.     |
| 2021/2022 | 84.     |
| 2022/2023 | 46.     |
| 2023/2024 | 21.     |
| 2024/2025 | 43.     |

#### Miejsca na podium chronologicznie
Bionaz nie stanął na podium indywidualnych zawodów PŚ.